# 토르티야 (스페인 음식)
토르티야(스페인어: tortilla)는 감자 오믈렛을 뜻하며, 스페인의 전통 음식이다. 감자가 들어간 오믈렛으로, 스페인 외에도 스페인어권 지역에서 널리 즐겨 먹는다. 스페인의  인기 있는 요리이자 대표적인 국민 음식 가운데 하나로 여겨진다.

## 이름
스페인어 "토르티야(tortilla)"는 "달지 않는 둥근 밀가루 빵" 혹은 "달걀 오믈렛"을 을 뜻하는 "토르타(torta)"에 지소형 접미사 "-이야(-illa)"를 붙인 낱말로, "작은 토르타"를 뜻한다. 스페인어권에서는 오믈렛 또한 "달걀 토르티야"라는 뜻의 "토르티야 데 우에보스(tortilla de huevos)"나 "프랑스 토르티야"라는 뜻의 "토르티야 프란세사(tortilla francesa)"라 불리며, 감자가 들어간 스페인식 오믈렛은 "감자 오믈렛"이라는 뜻의 토르티야 데 파타타스(스페인어: tortilla de patatas)나 "스페인 오믈렛"이라는 뜻의 토르티야 에스파뇰라(스페인어: tortilla española)로 불러 구분한다. 아메리카 스페인어에서는 "감자"를 뜻하는 말이 "파타타(patata)"가 아닌 "파파(papa)"이므로, 스페인식 감자 오믈렛이 토르티야 데 파파스(스페인어: tortilla de papas)로 불리기도 한다.

## 만들기
감자는 이등분이나 사등분한 뒤 편으로 썰어 올리브유에 튀긴다. 감자가 어느 정도 익으면 얇게 썬 양파를 넣고 소금 약간 뿌려 함께 튀겨 익힌다. 익은 다음 체에 받쳐 기름을 빼고, 거품기 등으로 저어 잘 풀어둔 달걀에 넣어 섞는다. 소금으로 간하고, 올리브유를 두른 프라이팬에 부어 약한 불에서 익히다가 뒤집어 반대쪽도 익히며 모양을 잡는다.

## 사진

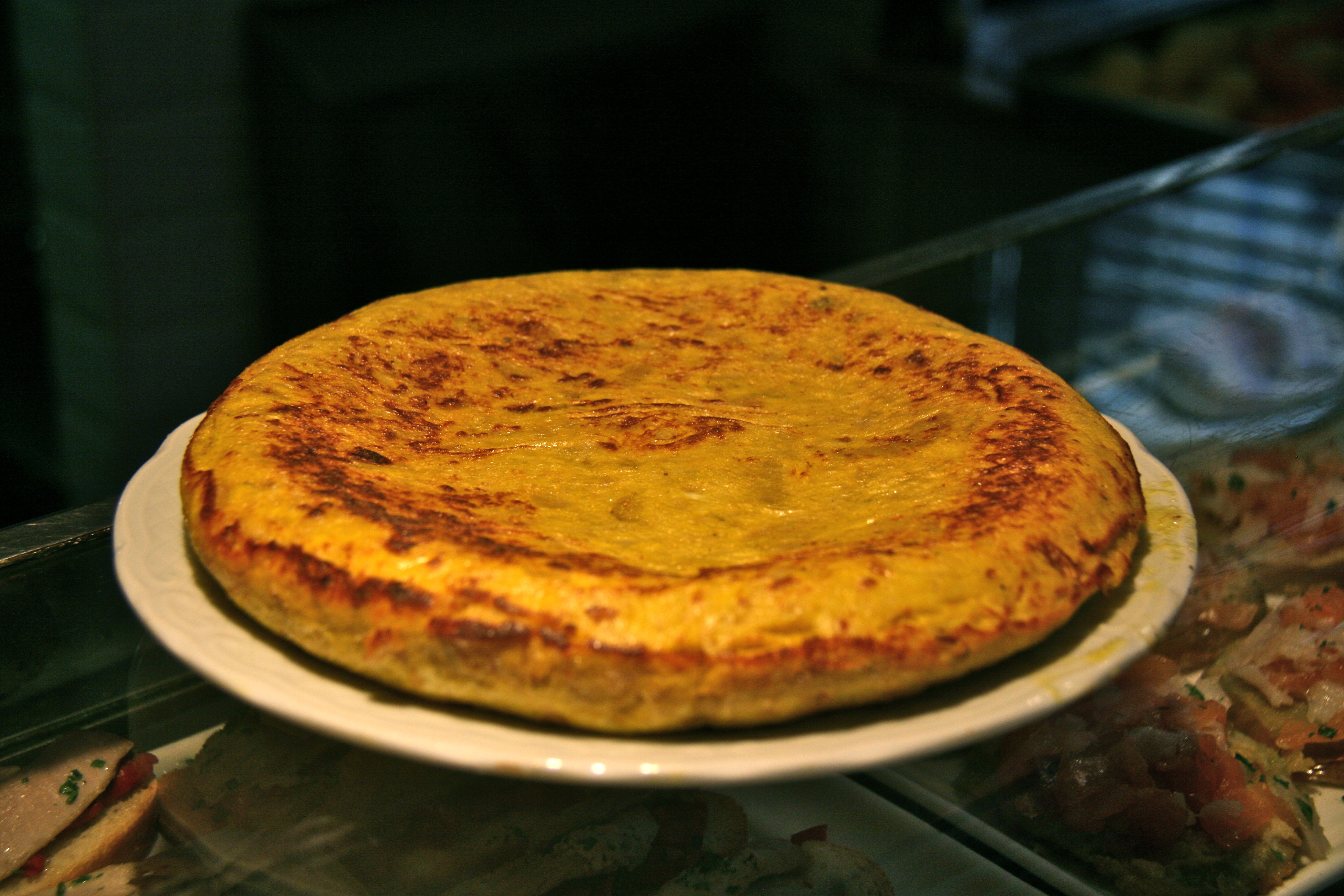
토르티야
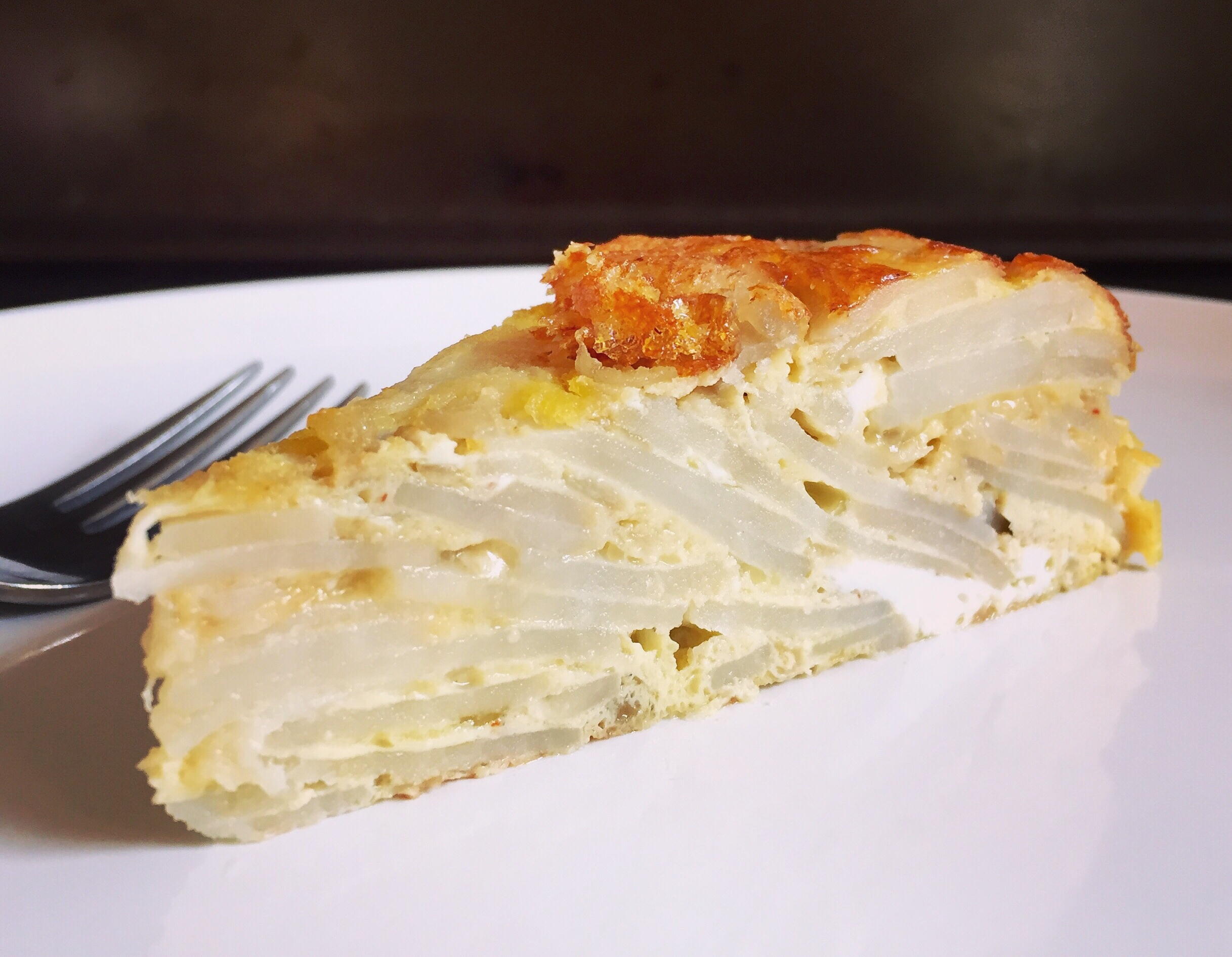
토르티야 단면

## 같이 보기
- 프리타타
- 쿠쿠